# Озеро Сошичне
Озеро Сошичне — гідрологічний заказник місцевого значення в Україні. Об'єкт розташований на території Камінь-Каширського району Волинської області, ДП «Камінь-Каширське ЛГ» (Нуйнівське лісництво, кв. 7, вид. 9) на схід від села Підріччя.
Площа — 16 га, статус отриманий у 1992 році, за розпорядженням представника Президента України у Волинській області від 26.05.1992, № 132.
Статус надано з метою збереження та охорони озера карстового походження в басейні річки Турія. Площа озера - 16 га, середня глибина - 2,3 м, максимальна – 2,7 м. Береги озера низькі, піщані, місцями заболочені, вкриті чагарниковими заростями. Навколо озера зростає сосновий ліс. 
У заказнику мешкає багато видів поліської фауни, зокрема осілі та перелітні птахи. На прольотах трапляється журавель сірий Grus grus, занесений у Червону книгу України.

## Галерея

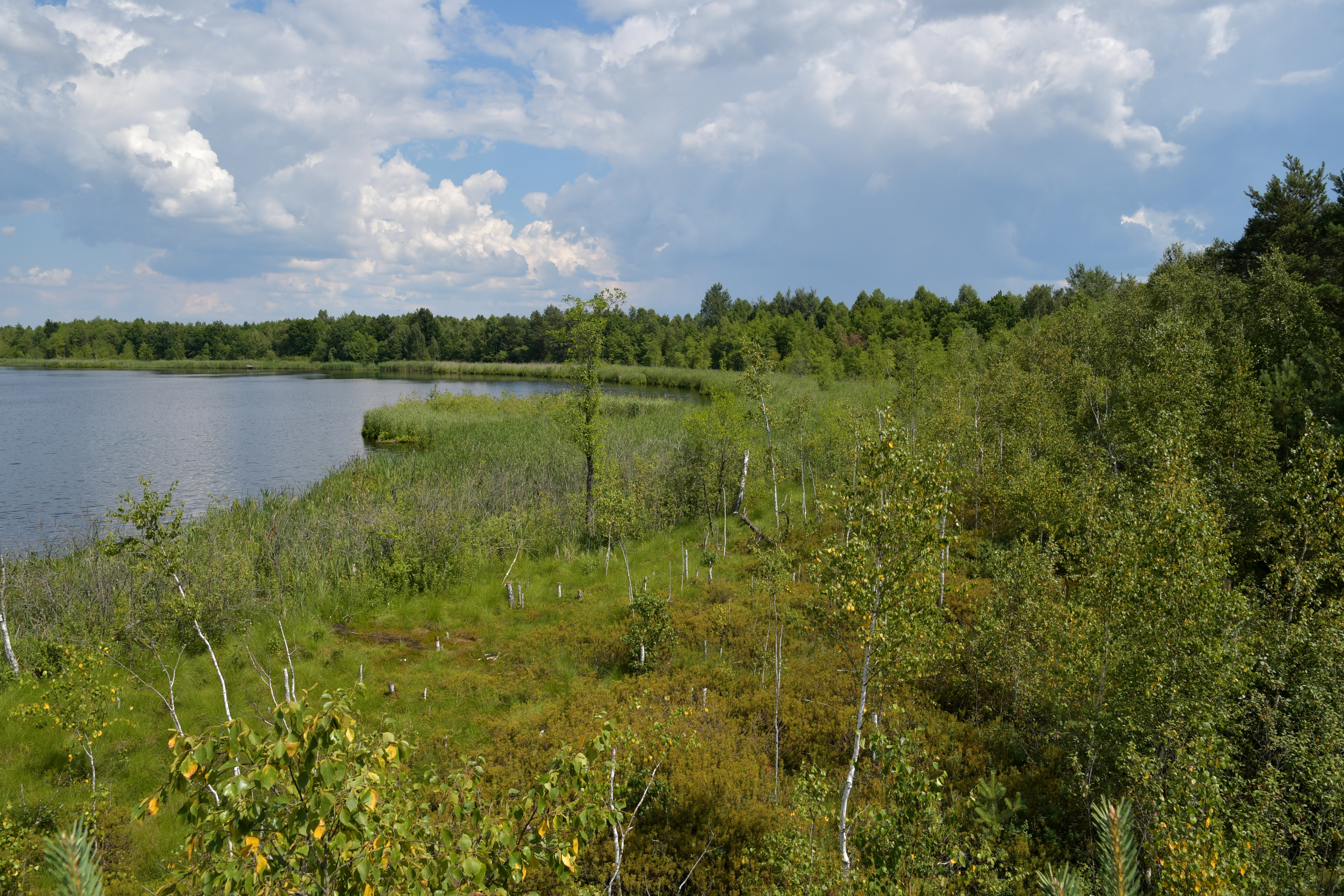
Південний берег
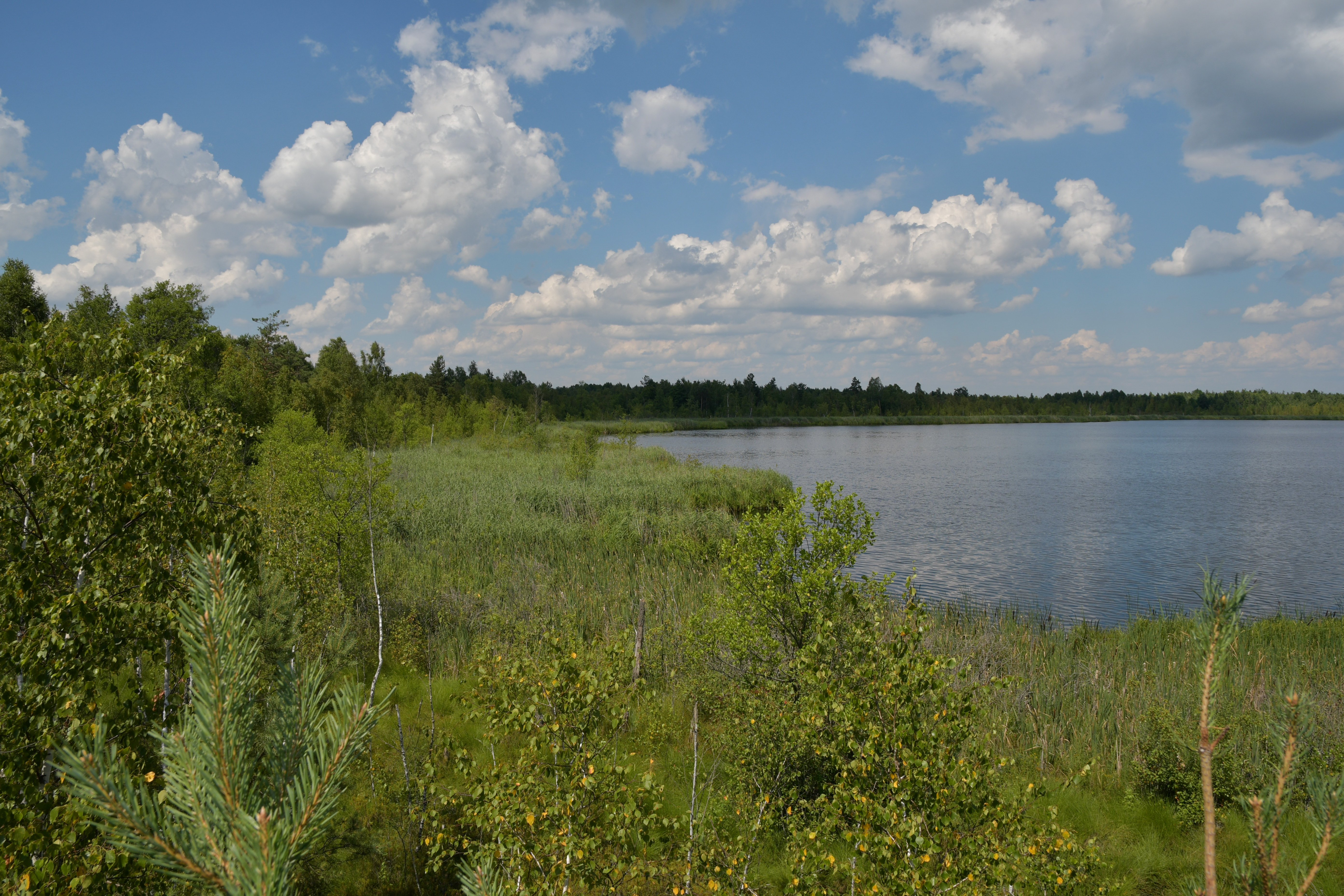
Західний берег
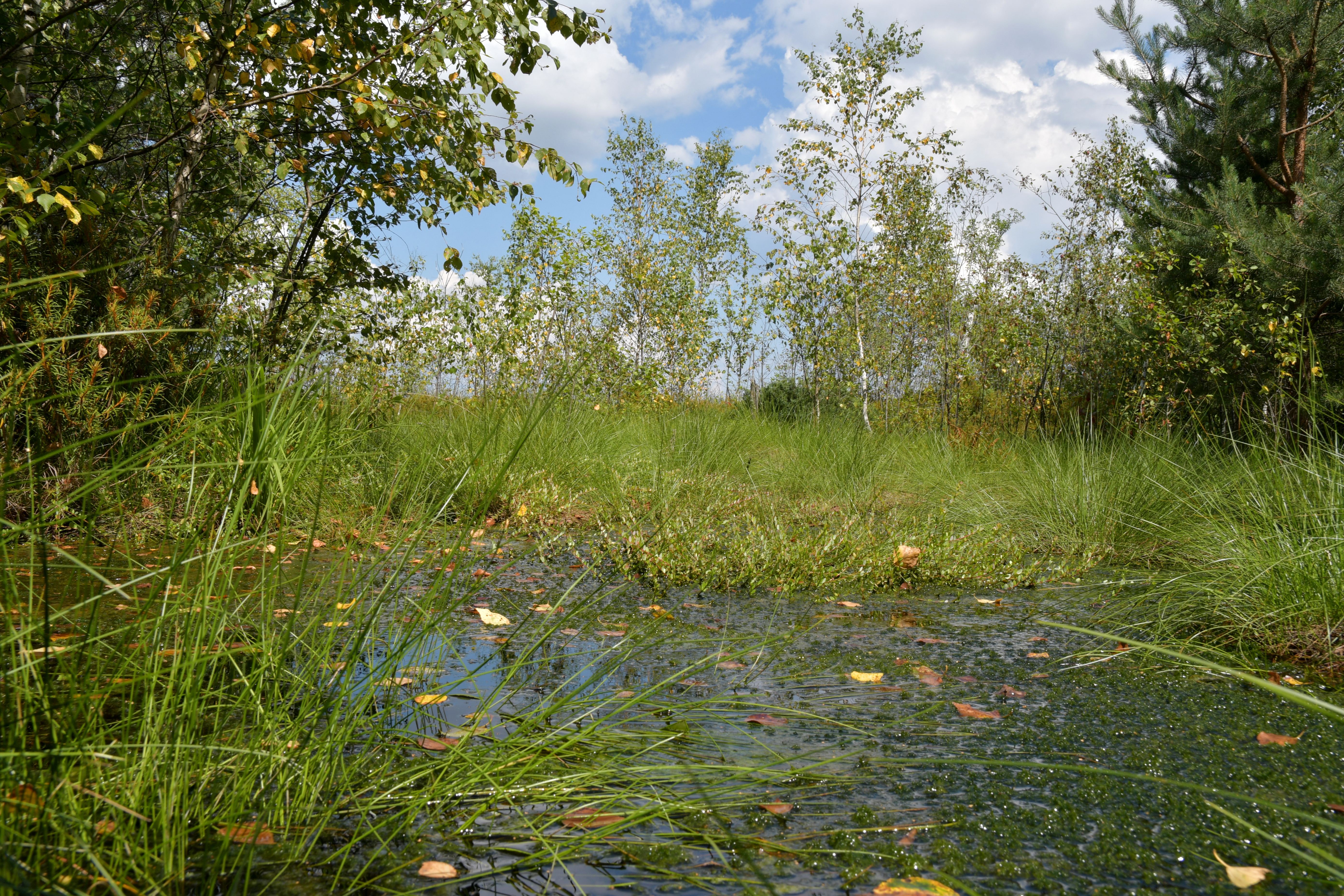
Заболочений берег
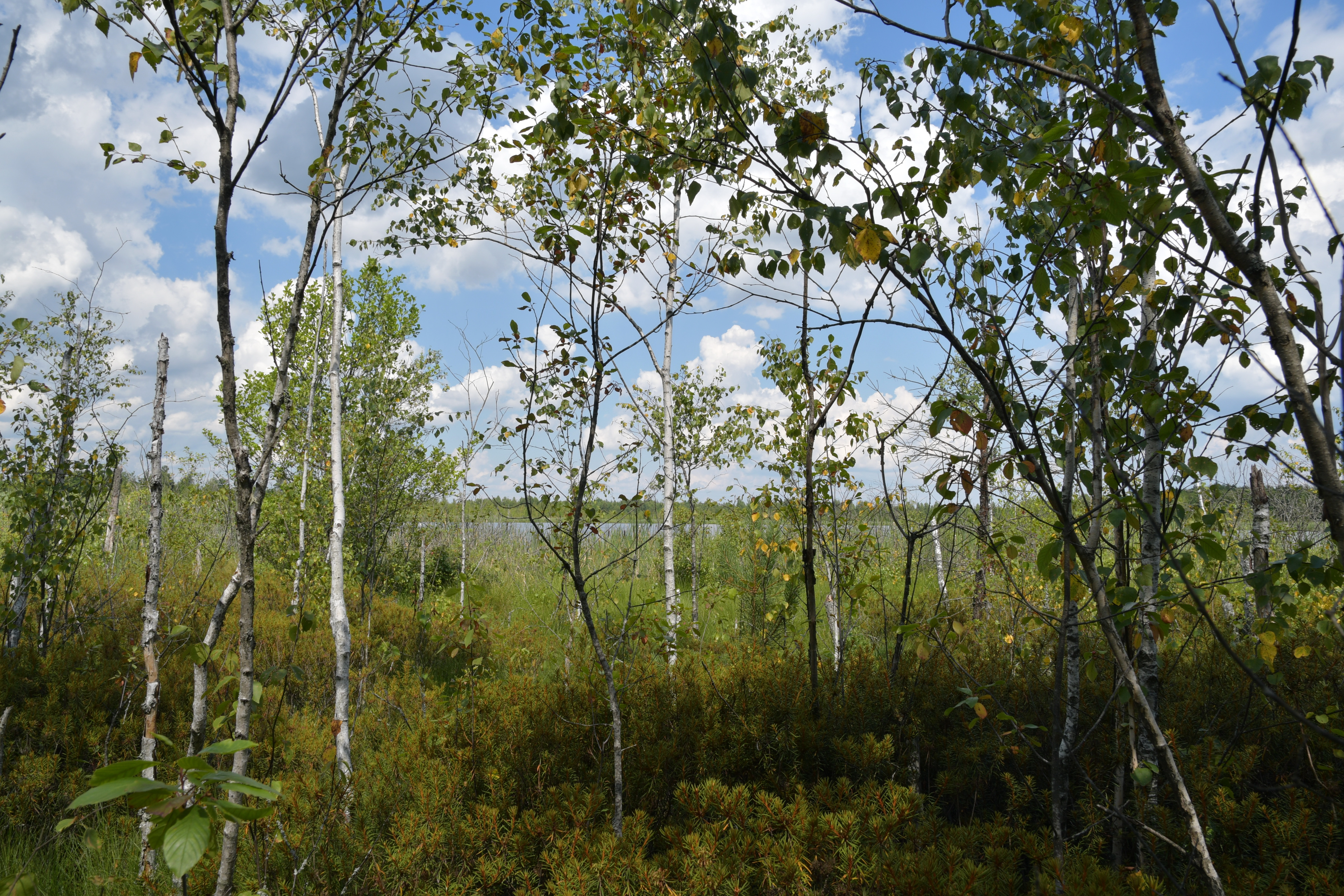
Рослинність поблизу берега
- З південно-східного берега озера у 2020 році (на вершині дерева)